# Marathyssa harmonica
Marathyssa harmonica là một loài bướm đêm trong họ Noctuidae.